# Ariane 5
L'Ariane 5 és un vehicle de llançament europeu dissenyat per posar satèl·lits en òrbita geoestacionària i posar càrregues en òrbita baixa, creat per l'Agència Espacial Europea i comercialitzat per Arianespace com a part del programa Ariane. Els coets són construïts per EADS SPACE Transportation a Europa i Arianespace els llança des del port espacial de Kourou, a la Guaiana Francesa.
És el successor d'Ariane 4, i el seu desenvolupament va necessitar 10 anys, amb un cost de 7.000 milions d'euros. L'Ariane 5 fou dissenyat inicialment amb la intenció de posar en òrbita una minillançadora, Hermes per a missions tripulades. Més tard, la ESA va cancel·lar el programa Hermes i el coet va passar a ser un sistema de llançament comercial.
El primer coet Ariane 5 fou llançat el 4 de juny del 1996, però va explotar 37 segons després d'iniciar el llançament. El segon llançament, l'octubre del 1997, va resultar amb un fracàs parcial. L'any següent, l'octubre del 1998, es va aconseguir el primer llançament reeixit, i va començar-ne la comercialització. El primer llançament comercial es produí el 10 de desembre del 1999 i es va retirar de servei en 5 de juliol de 2023 després de 117 llançaments, i el primer Ariane 6 va enlairar-se el 9 de juliol de 2024.
El 2010 es publicà un estudi sobre la possibilitat d'homologar l'Ariane 5 per dur una nau tripulada. S'hi preveia la possibilitat que el coet pogués dur una càpsula Orion de la NASA.

## Trams d'acceleració de pólvora
Els trams d'acceleració de pólvora (EAP, del francès étage d'accélération à poudre) són uns coets de combustible sòlid que proporcionen el 90% de l'empenyiment al coet Ariane 5 durant la primera fase del vol, amb una força de 6 MN al moment del llançament. Cada Ariane 5 té dos trams d'acceleració de pólvora, cadascun dels quals mesura més de 30 metres d'alçada i conté 237,8 tones de propel·lent.
De manera similar al transbordador espacial, el motor de coet criogènic (en aquest cas, el motor Vulcain) s'encén abans que els coets acceleradors sòlids. Aquests últims no s'encenen fins que s'ha estabilitzat l'empenyiment del motor Vulcain, i una vegada s'han encès ja no és possible avortar el llançament.
Els trams d'acceleració de pólvora duren aproximadament el mateix que els coets acceleradors sòlids del transbordador espacial, proporcionant empenyiment durant 123 segons. Quan han exhaurit el combustible (a 56 km d'altitud), se separen del coet gràcies a uns coets auxiliars i cauen a l'oceà. Tot i que existeix la possibilitat de recuperar-los, no es reutilitzen, i només se'ls rescata de tant en tant per estudiar-los. Per evitar que pateixin danys en caure, porten un sistema de recuperació.
Cada EAP se subdivideix en tres segments. El segment inferior mesura 11,1 metres de llarg i porta 106,7 tones de propel·lent; el central mesura 10,17 metres i conté 107,4 tones de propel·lent; i el segment superior en conté 23,4 tones. El combustible és una mescla d'un 68% d'alumini i un 14% de polibutadiè, oxidats per un 18% de perclorat d'amoni. La combustió és iniciada per mitjà d'un dispositiu pirotècnic i s'estén pel propergol a una velocitat d'uns 7,4 mm/s, sent controlada per la tovera mòbil del coet, dirigida per servocomandaments hidràulics.

## Zones de producció
Els coets acceleradors sòlids són provats al banc d'assajos dels acceleradors de pólvora (BEAP). Romanen emmagatzemats a l'edifici d'integració dels propulsors fins que se'ls prepara a l'edifici de preparació d'etapa (BPE) i són muntats a l'edifici d'integració dels propulsors (BIP). Tots aquests edificis estan situats dins el complex del Centre Espacial de Kourou, a la Guaiana Francesa.
La fàbrica de propergol de Guaiana, gestionada per la companyia franco-italiana Regulus, és el lloc on es produeix el combustible sòlid que utilitzen els EAP. En realitat es tracta d'un conjunt de quaranta edificis repartits per 300 hectàrees de superfície.

## Llista de llançaments de l'Ariane 5
| Data i hora (UTC)   | Vol    | Configuració | Número de sèrie | Càrrega útil                                      | Resultat           | #  |
| ------------------- | ------ | ------------ | --------------- | ------------------------------------------------- | ------------------ | -- |
| 1996-06-04 12:34:06 | V-88   | 5G           | 501             | Cluster                                           | Fallit             | 1  |
| 1997-10-30 13:43:00 | V-101  | 5G           | 502             | MaqSat-H, TEAMSAT, MaqSat-B, YES                  | Parcialment fallit | 2  |
| 1998-10-21 16:37:21 | V-112  | 5G           | 503             | MaqSat 3, ARD                                     | Èxit               | 3  |
| 1999-12-10 14:32:07 | V-119  | 5G           | 504             | XMM-Newton                                        | Èxit               | 4  |
| 2000-03-21 23:28:19 | V-128  | 5G           | 505             | INSAT-3B, AsiaStar                                | Èxit               | 5  |
| 2000-09-14 22:54:07 | V-130  | 5G           | 506             | Astra 2B, GE-7                                    | Èxit               | 6  |
| 2000-11-16 01:07:07 | V-135  | 5G           | 507             | PAS-1R, Amsat P3D, STRV 1C, STRV 1D               | Èxit               | 7  |
| 2000-12-20 00:26:00 | V-138  | 5G           | 508             | Astra 2D, GE-8, LDREX                             | Èxit               | 8  |
| 2001-03-08 22:51:00 | V-140  | 5G           | 509             | Eutelsat 28A, BSAT-2a                             | Èxit               | 9  |
| 2001-07-12 22:58:00 | V-142  | 5G           | 510             | Artemis, BSAT-2b                                  | Parcialment fallit | 10 |
| 2002-03-01 01:07:59 | V-145  | 5G           | 511             | Envisat                                           | Èxit               | 11 |
| 2002-07-05 23:22:00 | V-153  | 5G           | 512             | Stellat 5, N-Star c                               | Èxit               | 12 |
| 2002-08-28 22:45:00 | V-155  | 5G           | 513             | Atlantic Bird 1, Meteosat 8                       | Èxit               | 13 |
| 2002-12-11 22:22:00 | V-157  | 5ECA         | 517             | Hot Bird 7, Stentor                               | Fallit             | 14 |
| 2003-04-09 22:52:19 | V-160  | 5G           | 514             | INSAT-3A, Galaxy 12                               | Èxit               | 15 |
| 2003-06-11 22:38:15 | V-161  | 5G           | 515             | Optus and Defence C1, BSAT-2c                     | Èxit               | 16 |
| 2003-09-27 23:14:46 | V-162  | 5G           | 516             | INSAT-3E, eBird 1, SMART-1                        | Èxit               | 17 |
| 2004-03-02 07:17:44 | V-158  | 5G+          | 518             | Rosetta                                           | Èxit               | 18 |
| 2004-07-18 00:44:00 | V-163  | 5G+          | 519             | Anik F2                                           | Èxit               | 19 |
| 2004-12-18 16:26:00 | V-165  | 5G+          | 520             | Helios 2A, Essaim 1, 2, 3, 4, PARASOL, Nanosat 01 | Èxit               | 20 |
| 2005-02-12 21:03:00 | V-164  | 5ECA         | 521             | XTAR-EUR, Maqsat-B2, Sloshsat                     | Èxit               | 21 |
| 2005-08-11 08:20:00 | V-166  | 5GS          | 523             | Thaicom 4                                         | Èxit               | 22 |
| 2005-10-13 22:32:00 | V-168  | 5GS          | 524             | Syracuse 3A, Galaxy 15                            | Èxit               | 23 |
| 2005-11-16 23:46:00 | V-167  | 5ECA         | 522             | Spaceway F2, TELKOM-2                             | Èxit               | 24 |
| 2005-12-21 22:33:00 | V-169  | 5GS          | 525             | INSAT-4A, Meteosat 9                              | Èxit               | 25 |
| 2006-03-11 22:32:50 | V-170  | 5ECA         | 527             | Spainsat, Hot Bird 7A                             | Èxit               | 26 |
| 2006-05-26 21:09    | V-171  | 5ECA         | 529             | Satmex 6, Thaicom 5                               | Èxit               | 27 |
| 2006-08-11 22:15    | V-172  | 5ECA         | 531             | JCSAT-10, Syracuse 3B                             | Èxit               | 28 |
| 2006-10-13 20:56:00 | V-173  | 5ECA         | 533             | DirecTV-9S, Optus D1, LDREX-2                     | Èxit               | 29 |
| 2006-12-08 22:08:00 | V-174  | 5ECA         | 534             | WildBlue 1, AMC-18                                | Èxit               | 30 |
| 2007-03-11 22:03    | V-175  | 5ECA         | 535             | Skynet 5A, INSAT-4B                               | Èxit               | 31 |
| 2007-05-04 22:29    | V-176  | 5ECA         | 536             | Astra 1L, Galaxy 17                               | Èxit               | 32 |
| 2007-08-14 23:44    | V-177  | 5ECA         | 537             | Spaceway-3, BSAT-3A                               | Èxit               | 33 |
| 2007-10-05 22:02    | V-178  | 5GS          | 526             | Intelsat 11, Optus D2                             | Èxit               | 34 |
| 2007-11-14 22:06    | V-179  | 5ECA         | 538             | Skynet 5B, Star One C1                            | Èxit               | 35 |
| 2007-12-21 21:41    | V-180  | 5GS          | 530             | RASCOM-QAF 1, Horizons-2                          | Èxit               | 36 |
| 2008-03-09 04:03    | V-181  | 5ES          | 528             | ATV-1 "Jules Verne"                               | Èxit               | 37 |
| 2008-04-18 22:17    | V-182  | 5ECA         | 539             | Star One C2, Vinasat-1                            | Èxit               | 38 |
| 2008-06-12 22:05    | V-183  | 5ECA         | 540             | Turksat 3A, Skynet 5C                             | Èxit               | 39 |
| 2008-07-07 21:47    | V-184  | 5ECA         | 541             | Badr-6, ProtoStar I                               | Èxit               | 40 |
| 2008-08-14 20:44    | V-185  | 5ECA         | 542             | AMC-21, Superbird 7                               | Èxit               | 41 |
| 2008-12-20 22:35    | V-186  | 5ECA         | 543             | Eutelsat W2M, Hot Bird 9                          | Èxit               | 42 |
| 2009-02-12 22:09    | V-187  | 5ECA         | 545             | Hot Bird 10, NSS-9, Spirale A, Spirale B          | Èxit               | 43 |
| 2009-05-14 13:12    | V-188  | 5ECA         | 546             | Herschel, Planck                                  | Èxit               | 44 |
| 2009-07-01 19:52    | V-189  | 5ECA         | 547             | TerreStar-1                                       | Èxit               | 45 |
| 2009-08-21 22:09    | V-190  | 5ECA         | 548             | JCSAT-12, Optus D3                                | Èxit               | 46 |
| 2009-10-01 21:59    | V-191  | 5ECA         | 549             | Amazonas 2, COMSATBw-1                            | Èxit               | 47 |
| 2009-10-29 20:00    | V-192  | 5ECA         | 550             | NSS-12, Thor 6                                    | Èxit               | 48 |
| 2009-12-18 16:26    | V-193  | 5GS          | 532             | Helios 2B                                         | Èxit               | 49 |
| 2010-05-21 22:01    | V-194  | 5ECA         | 551             | Astra 3B, COMSATBw-2                              | Èxit               | 50 |
| 2010-06-26 21:41    | V-195  | 5ECA         | 552             | Arabsat-5A, COMS-1                                | Èxit               | 51 |
| 2010-08-04 20:59    | V-196  | 5ECA         | 554             | Nilesat 201, RASCOM-QAF 1R                        | Èxit               | 52 |
| 2010-10-28 21:51    | V-197  | 5ECA         | 555             | Eutelsat W3B, BSAT-3b                             | Èxit               | 53 |
| 2010-11-26 18:39    | V-198  | 5ECA         | 556             | Intelsat 17, HYLAS 1                              | Èxit               | 54 |
| 2010-12-29 21:27    | V-199  | 5ECA         | 557             | Koreasat 6, HispaSat-1E                           | Èxit               | 55 |
| 2011-02-16 21:50    | V-200  | 5ES          | 544             | ATV-2 "Johannes Kepler"                           | Èxit               | 56 |
| 2011-04-22 21:37    | VA-201 | 5ECA         | 558             | Yahsat 1A, Intelsat New Dawn                      | Èxit               | 57 |
| 2011-05-20 20:38    | VA-202 | 5ECA         | 559             | ST-2, GSAT-8                                      | Èxit               | 58 |
| 2011-08-06 22:52    | VA-203 | 5ECA         | 560             | Astra 1N, BSAT 3c                                 | Èxit               | 59 |
| 2011-09-21 21:38    | VA-204 | 5ECA         | 561             | Arabsat 5C, SES-2                                 | Èxit               | 60 |
| 2012-03-23 04:34    | VA-205 | 5ES          | 553             | ATV-3 "Edoardo Amaldi"                            | Èxit               | 61 |
| 2012-05-15 22:13    | VA-206 | 5ECA         | 562             | JCSAT-13, Vinasat-2                               | Èxit               | 62 |
| 2012-07-05 21:36    | VA-207 | 5ECA         | 563             | EchoStar XVII, MSG-3                              | Èxit               | 63 |
| 2012-08-02 20:54    | VA-208 | 5ECA         | 564             | INTELSAT 20, HYLAS 2                              | Èxit               | 64 |
| 2012-09-28 21:18    | VA-209 | 5ECA         | 565             | Astra 2F, GSAT-10                                 | Èxit               | 65 |
| 2012-11-10 21:05    | VA-210 | 5ECA         | 566             | Eutelsat 21B, Star One C3                         | Èxit               | 66 |
| 2012-12-19 21:49    | VA-211 | 5ECA         | 567             | Skynet 5D, MEXSAT-3                               | Èxit               | 67 |
| 2013-02-07 21:36    | VA-212 | 5ECA         | 568             | Amazonas-3, Azerspace-1/Africasat-1a              | Èxit               | 68 |
| 2013-06-05 21:52    | VA-213 | 5ES          | 592             | ATV-4 "Albert Einstein"                           | Èxit               | 69 |
| 2013-07-25 19:54    | VA-214 | 5ECA         | 569             | Alphasat I-XL, INSAT-3D                           | Èxit               | 70 |
| 2013-08-29 20:30    | VA-215 | 5ECA         | 570             | Eutelsat 25B / Es'hail 1, GSAT-7                  | Èxit               | 71 |